# Riccardo Sottil
Riccardo Sottil (ur. 3 czerwca 1999 w Turynie) – włoski piłkarz występujący na pozycji skrzydłowy w klubie AC Milan, do którego jest wypożyczony z Fiorentiny.

## Kariera klubowa

### Fiorentina
Dołączył do drużyn młodzieżowych Fiorentina w styczniu 2016 r. W kwietniu 2018 roku po raz pierwszy znalazł się w kadrze meczowej Fiorentiny na ligowy pojedynek z zespołem AS Roma.
Na debiut czekał jednak aż do 19 września kiedy to w 82. minucie meczu z Sampdorią zmienił Federico Chiese.

### Pescara (wypożyczenie)
27 stycznia 2019 r. Sottil trafił na wypożyczenie do drużyny Serie B - Pescary.

### Cagliari (wypożyczenie)
10 września 2020 roku Sottil ponownie został wypożyczony tym razem do zespołu ligowego rywala Cagliari. Wypożyczenie obowiązuje do końca sezonu z opcją wykupu zawodnika po jego zakończeniu.

## Kariera międzynarodowa
W październiku 2017 roku wystąpił w jednym spotkaniu kwalifikacji do Mistrzostw Europy U-19 2018. Włosi awansowali do turnieju finałowego, jednak Sottil nie znalazł się w kadrze na turniej.
W reprezentacji Włoch U-21 zadebiutował 6 września 2019 roku w towarzyskim meczu wygranym 4:0 z Mołdawią.

## Życie osobiste
Jego ojciec Andrea Sottil jest trenerem piłki nożnej i byłym zawodnikiem, który rozegrał 14 sezonów w Serie A.